# Градско језгро Суботице
Градско језгро Суботице је проглашено за просторну културно – историјску целину 1986. године (решењем МЗЗСК Суботица бр. 101-4 од 13.12.1986.), а утврђено је за градско језгро од великог значаја 1991. године (Сл. лист СРЈ 25/91).

## Границе историјског језгра
Историјско језгро Суботице налази се на територији Града Суботице, обухвата централни део насеља, у следећим границама: са истока – границу чини пруга од Змај Јовине до улице Максима Горког, односно западна ивица кат. парцеле 5126, са југа- јужна регулациона линија улице Максима Горког од пруге до Романијске улице, са запада- граница је западна страна Романијске улице до Сомборског пута, део Соморског пута од Романијске до Мажуранићеве улице, улица Лазе Мамужића и западна страна Карађоревог пута до улице Жарка Зрењанина, са севера-северна страна улице Жарка Зрењанина, северна страна Трга 29. новембра и Змај Јовине улице до пруге.

## Историјат
Просторна културно-историјска целина од великог значаја представља историјско језгро Суботице, које се налази у средишњем делу вековне урбане матрице града којој је својствена временска слојевитост. Сви слојеви градоградње који су се у континуитету одвијали од 14. века до данас, садржани су у овоме простору: у средишњем делу целине налази се најстарији део града са остацима каштела из 15. века који су уграђени у Фрањевачку цркву, као и облик шанца који је сачуван у урбаној матрици околних улица. Простор на којем су се утицали сви важни путни правци: источни сегедински, јужни петроварадински, западни сомборски и северни бајски пут, данас чини тротржје: простор између три трга – Тргa Слободе, Тргa Републике и Тргa цара Јована Ненада. Ово стециште путева уједно је представљало улаз у каштел. Урбана матрица која се првобитно зракасто ширила, да би се даљим планским развојем овај облик модификовао, још је и данас у појединим сегментима сагледива у урбаној матрици језгра. Познато је да су гробља одувек грађена на ободу насеља, што поткрепљује тврдњу да се првобитно насеље налазило на простору од Рогине баре на истоку (данас Парк Ференца Рајхла) до старог гробља на западу (уз западну ивицу улице Матије Гупца). Овај простор је у даљем развоју задржао улогу центра.
Даљи спонтани развој насеља условила је конфигурација терена. Насељавани су виши делови, док је централни, мочваран део насеља са водотоцима, остао ненасељен. Пресудна је улога водотока који се сливао са северо-западне територије средином града. Он је поделио град на два дела, на источној обали је око каштела приказана збијена урбана матрица, а на западној раштркана, ограничена са пар набачених линија. Развојачењем и увођењем цивилне управе, насеље добија нове функције. Долази до спајања два дела у јединствену целину. Нови административни, културни, просветни, трговачко – занатски центар је формиран у средишњем простору где је главна одредница нова Градска кућа изграђена 1751. године, али и надаље остаје у истим оквирима дефинисаним старим гробљем и Рогином баром. Све наредне градске куће ће бити грађене (друга 1827. године, а данашња 1910/12.) на овом простору који ће до данас остати централни простор града. Маркирне тачке за градски оквир тада су поред градске куће чинили: Фрањевачки самостан, Православна црква подигнута 1730. године, католичка катедрала св. Терезије Авилске изграђена 1779. године, капелица св. Рока која је подигнута 1738. године.
Колико је следећих четрдесетак година било значајно за развој трговишта уочљиво је на најстаријој познатој рукописној карти, коју је 1778. године израдио Карло Леополд Ковач и која детаљно приказује искључиво градску територију. Тек од ове карте све до данашњих дана можемо пратити урбанистички и архитектонски развој града. Трговиште се до тада толико увећало да се водоток нашао на средини насеља, као и гробље које је раније морало бити на ободу насеља. Насеље је већ тада заузимало територију чија се величина неће битно мењати све до краја 19. века.
Са овим документом почиње плански урбани развој града. Тада је дефинисан будући центар града на месту где се током наредног периода у континуитету формирао. У то доба, унутрашњи град је још увек био слабо насељен и испресецан водотоцима и барама са многим мостовима, али се на овом плану већ очитава да је насељавање центра (удолине) узело маха. Данашњи путни правци и улице, урбани блокови и тргови су већ читљиви са ње, као и да су прве грађанске куће подужног типа сконцентрисане око фрањевачке цркве и уз раскршће путева. Урбани блокови настали у овоме периоду су још увек неправилног облика који је прилагођен путним правцима и положају вода и мочвара. Већина урбаних блокова у овоме делу језгра, као и парцелација, формирана је до краја 18. века.

## Планско уређење
Први кораци ка планским уређењима насеља учињени су постављањем административних оквира дефинисаних у документима којим се Сент Марија 1779. године проглашава слободним краљевским градом под именом Марија Терезиополис. Статутом су биле дате различите одредбе о изградњи и уређењу градске територије, са циљем да насеље што пре добије изглед града. У наредним годинама, а сходно обавезама које је град преузео, приступило се изради регулационих планова за уређење града и хидроинжењерских планова за исушивање бара и водотока. Акценат је био стављен на простор око градске куће. Затечена спонтано настала урбана матрица је само регулисана. Прва катастарска карта из 1838. године јасно показује да су највеће измене извршене баш у централном делу града око фрањевачке цркве, цркве св. Терезије, православне цркве и око градске куће где су највећим делом подигнуте грађанске куће. Почетком века, након исушивања мочварног централног простора, извршена је планска регулација урбане матрице која је готово идентична данашњој.
Први важан корак за преображење паланке у град представља изградња позоришта 1854. године. Позориште представља нови репер формирања центра који су до тада већ маркирали сакрални објекти и Градска кућа. Следеће веће интервенције нису вршене све до увођења железнице 1869. године која представља прекретницу у развоју града. Тада долази до наглог развоја и ширења центра града на простор некадашње Рогине баре. У периоду од 1880. до 1914. године градско језгро, поготово на делу од пруге до цркве св. Терезије, у потпуности добија данашњи лик. Изграђене су бројне, углавном једноспратне најамне палате, извршено је озелењавање, уведено осветљење, делимична канализација, поплочавање.
У периоду између два светска рата настављена је градоградња у континуитету, формиран је Соколски дом са вежбалиштем око њега, уређена је улица Владимира Назора.
Овим је завршена фаза континуалног развоја града, да би 60/70-тих година XX века кренула његова разградња, подизањем вишеспратних слободностојећих објеката баш у најстаријем делу, уз Фрањевачки самостан подигнут је Раднички универзитет, наспрам њега велика робна кућа и стамбена вишеспратница. Још једна грађевина се успела увући у историјско језгро, на њеном ободу уз међународни пут подигнут је хотел „Патриа”. Они су остали као сведочанство једног европског урбанистичког и архитектонског покрета који је негирао постојеће вредности, али покрета који ипак није успео нарушити целину језгра.